# Petrus de Ancharano

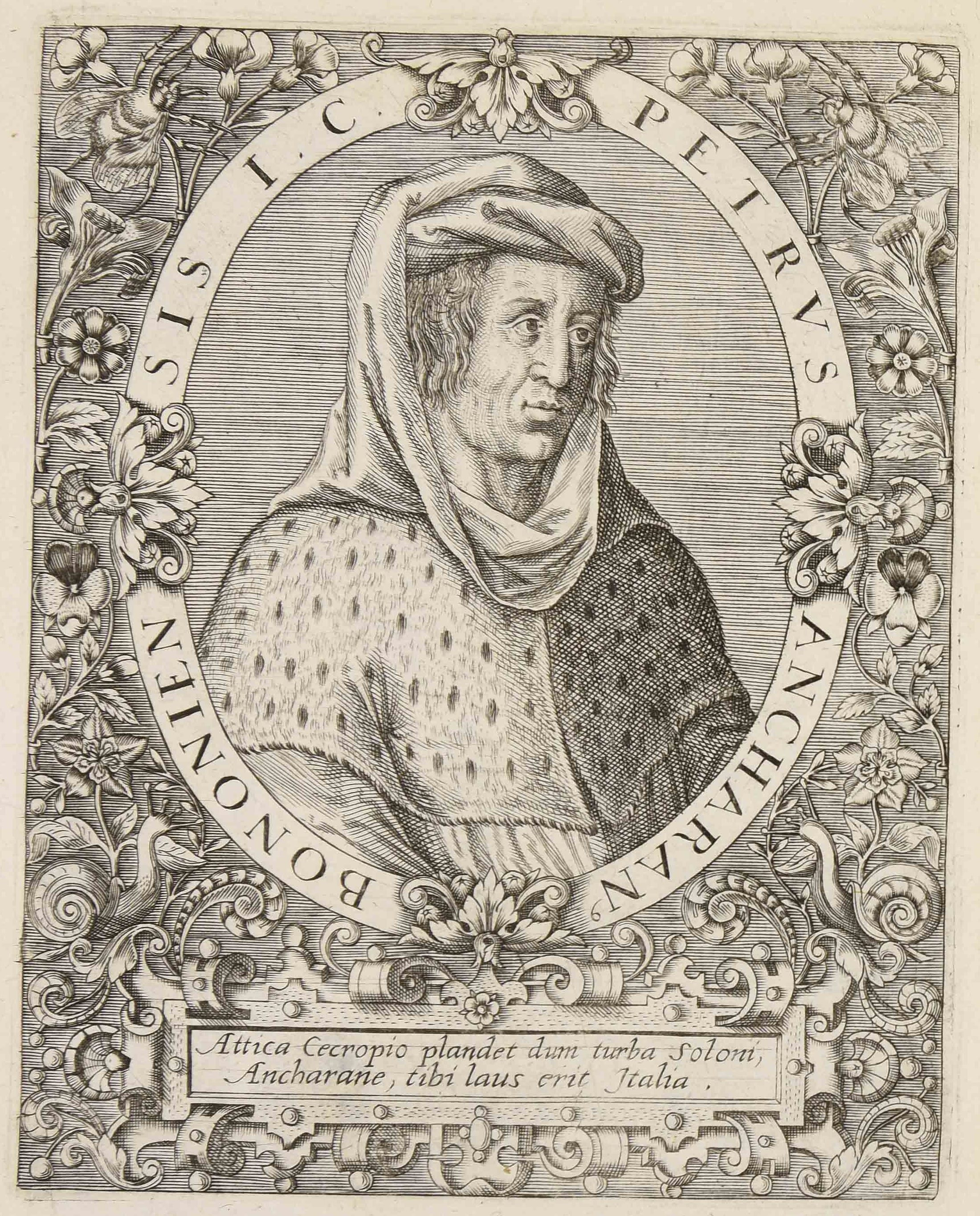
Petrus de Ancharano

Petrus de Ancharano, auch bekannt unter den Namen Pietro d’Ancarano, Petrus Ancharanus, Petrus Ancora Iuris, Petrus de Ancarana, Pierre d'Ancarano, Pietro d'Ancharano, Pietro de Farneto, (* um 1330 in Ancarano, Toskana; † 13. Mai 1416 in Bologna) war ein italienischer Jurist.

## Biographie und juristischer Werdegang
Petrus studierte in den Jahren 1357/58 das Zivilrecht unter Baldus de Ubaldis in Perugia, wo er auch im Anschluss seine erste Lehrtätigkeit annahm. Weiterhin soll er auch ein Schüler von Bartholomaes da Saliceto gewesen sein. Petrus war Doktor des Zivil- und des Dekretalenrechts und später Professor des Dekretalenrechts.
In den Jahren 1387–1390 nahm er eine Lehrtätigkeit in Siena an. 1392 hielt er Vorlesungen über das kanonische Recht in Padua und im Jahre 1402 in Ferrara. Man schreibt ihm Weiterhin die Gründung des Collegium Ancharanum 1414 zu.
Petrus genoss seinerzeit großen Ruhm in Europa, den er sich vor allem durch seine ausgedehnte kirchliche und weltliche Gutachtertätigkeit verdiente. Er bekleidete wiederholt öffentliche Ämter in Bologna und Venedig und nahm an den Konzilen von Konstanz und Pisa teil, beide Male als Abgesandter der Universität von Bologna. Zu dem letzten im Jahre 1409 stattgefundenen Konzil von Pisa verfasste er vorab mehrere Traktate. Weiterhin verkündete er zusammen mit Raphael Fulgesius am 15. Februar 1415 die Bereitschaft des Papstes Johannes XXIII. zur Abdankung.
Petrus de Ancharano zählt zu den großen Juristen des Mittelalters.

## Werke

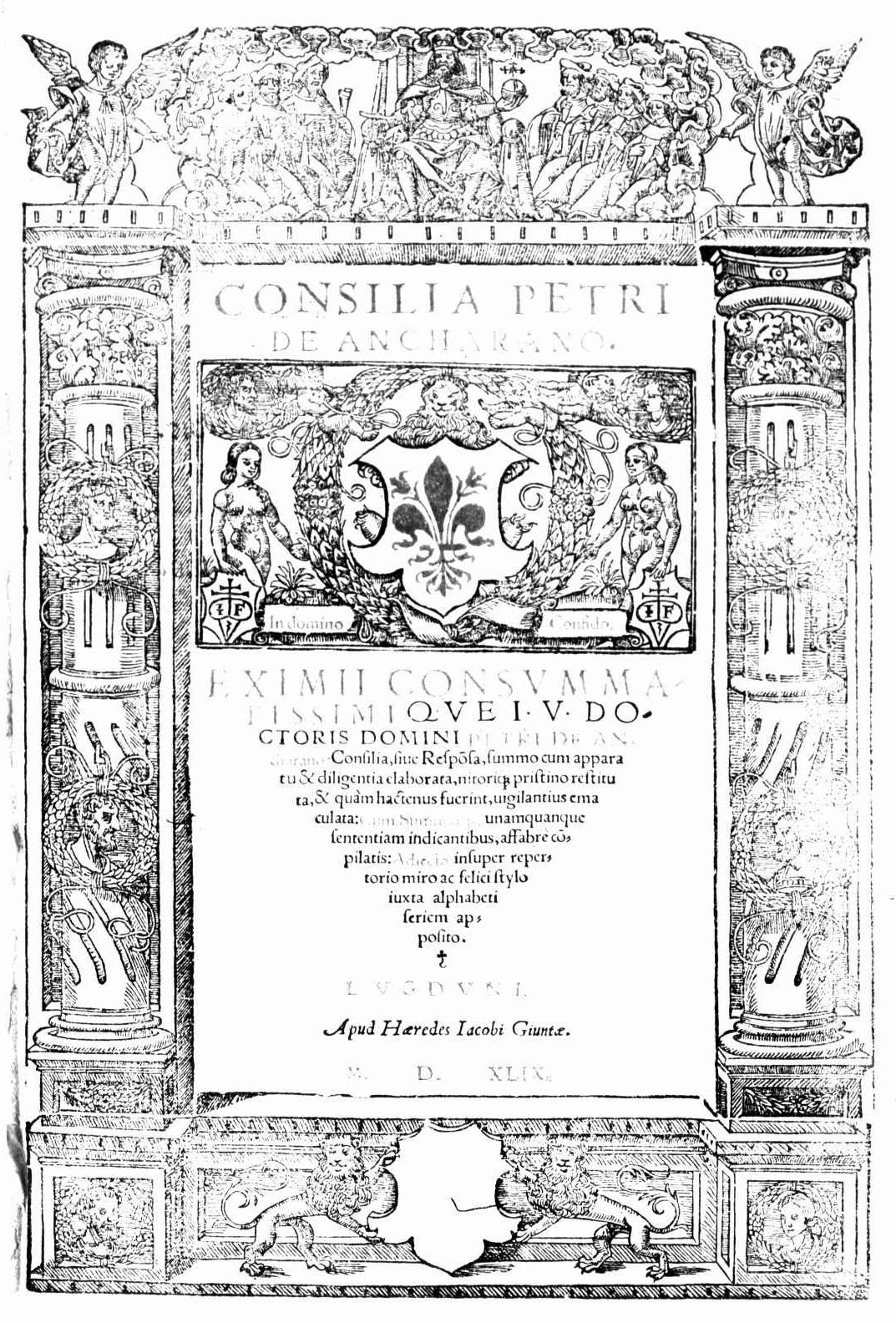
Consilia, 1549 edition

- Lectura super Clementinis, Venedig 1483
- Disputatio super imprestitis montis novi, Venedig, ca. 1499/1500
- Repetitio capituli 'Canonum statuta De constitutionibus', Rom 1475, Bologna 1493, Venedig 1500
- Repetitio capituli 'Postulati de foro competente', Bologna 1474, Toulouse 1484/90

Weiterhin war er Verfasser zahlreicher Consilia, Repetitiones, Responsa und der Commentaria in Decretales. U. a.:
- Consilia, Rom 1474, Pavia 1496.
  - Consilia. Jacques Giunta, héritiers, Lyon 1549 (Latein, beic.it).
- Super I Librum Decretalium, Lyon 1518, Lyon 1535, Bologna 1581.
- Super II Librum Decretalium, Lyon 1519, Lyon 1535, Bologna 1581.
- Super Sexto Librum Decretalium, Venedig 1501